# Kring Føroyar
Das Etappenrennen Kring Føroyar (deutsch: Rund um die Färöer-Inseln, englisch: Tour of Faroes Islands) ist ein Radsportwettbewerb auf den Färöer-Inseln, der seit 1997 ausgetragen wird.

## Geschichte
1997 wurde das Rennen begründet. Startberechtigt sind Radrennfahrer aller Klassen im Radsport, Männer und Frauen. Die Etappenlänge ist den einzelnen Rennkategorien angepasst. Die Rundfahrt findet über 4–5 Etappen und eine Distanz von 400–500 Kilometern statt.
Für die Fahrer der Eliteklasse gibt es eine gesonderte Wertung sowie eine internationale Ausschreibung. Der letzte Tag des Radrennens endet immer in der Hauptstadt der Färöer-Inseln Tórshavn. Torkil Veyhe ist mit sechs Siegen bisher der erfolgreichste Fahrer.

## Palmarès
- 1997  Bogi Kristiansen
- 1998  Bogi Kristiansen
- 1999  Rógvi Johansen
- 2000  Rógvi Johansen
- 2001  Bogi Kristiansen
- 2002  Karsten Ellerup
- 2003  Thomas Japp Hansen
- 2004  Niels Jakob Thomsen
- 2005  Hafsteinn Ægir Geirsson
- 2006  Hafsteinn Ægir Geirsson
- 2007  Hafsteinn Ægir Geirsson
- 2008  Hafsteinn Ægir Geirsson
- 2009  Torkil Veyhe
- 2010  Torkil Veyhe
- 2011  Kristian Gosvig
- 2012  Torkil Veyhe
- 2013 nicht ausgetragen
- 2014  Torkil Veyhe
- 2015  Torkil Veyhe
- 2016 nicht ausgetragen
- 2017  Torkil Veyhe
- 2018  Helgi Winther Olsen
- 2019 nicht ausgetragen
- 2020  Helgi Winther Olsen
- 2021  Helgi Winther Olsen
- 2022  Jákup Petur Eliassen
- 2023  Jákup Petur Eliassen
- 2024  Jákup Petur Eliassen